# Krzysztof Szymoniak
Krzysztof Szymoniak (ur. 1953 w Kępnie) – polski poeta i krytyk literacki, pierwszy redaktor naczelny „Nowego Nurtu” (od maja 1994 do lutego 1995), wykładowca akademicki, dziennikarz oraz medioznawca.

## Życiorys
W 1968 ukończył Szkołę Podstawową, rok później wyjechał z rodzicami do Gniezna, gdzie ukończył w 1973 II LO im. Dąbrówki. Jest absolwentem Uniwersytetu im. Adama Mickiewicza w Poznaniu. Wraz z Krzysztofem Kuczkowskim założyciel grupy poetyckiej Drzewo, która w latach 1978-1982 wydawała własnym sumptem almanach „Póki jesteśmy razem...”. Współpracuje z bydgoską Galerią Autorską. W 1988 otrzymał Medal Młodej Sztuki za reportaż literacki. Wykładał w Instytucie Językoznawstwa UAM i poznańskiej Wyższej Szkole Języków Obcych dziennikarstwo oraz prawo prasowe i wiedzę o mediach. Został ujęty w antologiach, m.in.: „Świadectwo obecności” (1996) oraz „Droga do Ashramu” (1998). W 2007 zasiadał w jury Wielkopolska Press Photo. W 2010 zasiadał w kapitule Nagrody im. Andrzeja Krzyckiego dla młodych poetów na debiut książkowy przyznawanej przez środowisko literackie Zeszytów Poetyckich. W 2021 roku został wyróżniony Medalem Koronacyjnym. 
Zdaniem Tomasza Cieślaka pismo "Nowy Nurt" redagowane przez Krzysztofa Szymoniaka było mało wyraziste, publikowano szkice o wątłej motywacji sądów, co wywołało zarzuty pamfletowości i dopiero po odejściu Szymoniaka nastąpiła profesjonalizacja periodyku.

## Arkusze poetyckie
- Żony poetów (Gniezno 1985, opracowanie graficzne D. Nowacki, redakcja Krzysztof Kuczkowski, nakładem grupy poetyckiej Drzewo)
- Oszustwo (Gniezno 1987, projekt okładki T. Młodzieniak, wyd. Klub Literacki MOK)
- Czarna rzeka (Gniezno 1990, red. K. Grzechowiak, wyd. MOK i Miejska Biblioteka Publiczna m. Gniezna)

## Książki poetyckie i prozatorskie
- Stado. Nasza mała metafizyka (razem z Krzysztofem Kuczkowskim, 1995)
- martwa natura z człowiekiem (Kępno 2001, Wydawnictwo Tygodnika Kępińskiego, ISBN 83-87908-08-8)
- epizody (Kępno 2005, wyd. Kępińskie Towarzystwo Edukacyjno-Kulturalne ISBN 83-922553-2-1, red. W. Mazurkiewicz)
- Wszędzie, skąd wracałem (Galeria Autorska Bydgoszcz 2006)
- Rozmowy w ciemni (MOK Gniezno 2008, ISBN 978-83-61311-08-9)
- Światłoczułość (Galeria Autorska Bydgoszcz 2009 ISBN 978-83-60924-03-7)
- Pokój bez okien (Prymasowskie Wydawnictwo Gaudentinum, Gniezno 2009, ISBN 978-83-61311-41-6)